# Imprimátur

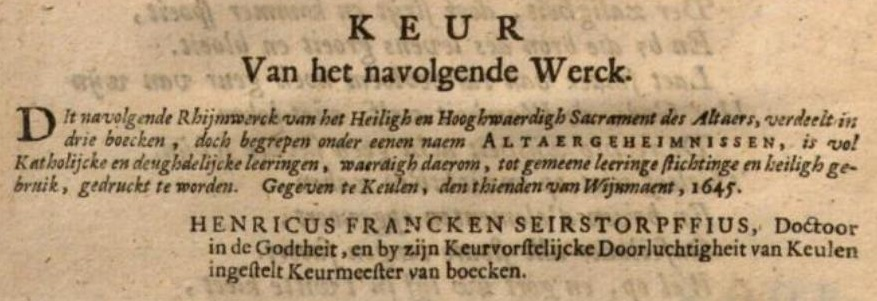
Imprimátur del arzobispo de Colonia para el Altaergeheimenissen de Joost van den Vondel. Colonia 1645

Un imprimátur es una declaración oficial por la jerarquía de la Iglesia católica de que una obra literaria o similar está libre de error en materia de doctrina y moral católica, y se autoriza por lo tanto su lectura por los fieles católicos.

## Naturaleza y uso
Se suele usar el imprimátur en las obras directamente relacionadas con la doctrina y la teología católicas. Se introdujo para reducir la exposición de los fieles, especialmente los legos o laicos, a las herejías. La presencia del imprimátur fue en algún tiempo un asunto muy serio para los católicos. De hecho en países de régimen político oficialmente católico nada podía publicarse legalmente sin el imprimátur, en lo que constituía una forma de censura previa y que, en cierto modo, permanece con ese sentido en el vigente Código de Derecho Canónico, aunque bajo un nuevo enfoque de «aprobación y licencia». Actualmente el tema ha perdido importancia.
En la actualidad no es obligatoria la solicitud del imprimátur más que para libros específicamente religiosos, tales como ediciones de las Escrituras, del catecismo o libros de oraciones, o aquellos que deban ser distribuidos en templos y oratorios. También aquellos que vayan a ser empleados en la enseñanza, siempre que su contenido sea relevante para la fe y las costumbres. Respecto a esas materias persiste también la obligación, para los miembros de institutos religiosos, de solicitar y obtener la aprobación (Imprimi potest) del superior que corresponda. 
El imprimátur puede consistir en hasta tres sellos aprobatorios, cada uno firmado y fechado:
- Imprimi potest (en latín, “puede imprimirse”). Si la obra lo es de un miembro de una orden religiosa, este sello indica que el escrito ha sido examinado y aprobado por el superior mayor o cabeza de la orden (o alguien debidamente nombrado por él al efecto).
- Nihil obstat (en latín, “nada se opone”). Este sello indica que la obra ha sido escudriñada y aprobada por el censor de la diócesis sin encontrar en ella ningún error doctrinal o moral. El censor suele ser un sacerdote educado, nombrado por el obispo. Su tarea implica la interacción con el autor hasta asegurarse de que éste haya corregido su obra de acuerdo con las indicaciones recibidas. Los autores pueden elegir someter su obra al obispo de la diócesis donde residen, en lugar del de aquella donde se pretende darla a la imprenta.
- Imprimatur (en latín, “imprímase”). Este sello final indica que la obra ha sido aprobada para su impresión por el obispo de la diócesis u otra autoridad eclesiástica.

Estos sellos y firmas se imprimen en tipografía normal en una página al principio del libro; no se trata de sellos o firmas estampados aparte, pero toman la forma de una firma en un documento legal, con el nombre de la autoridad, el lugar y la fecha.
El imprimátur no se aplica automáticamente a las versiones posteriores de la misma obra, sino que cada nueva edición requiere una aprobación propia. Además el imprimátur puede revocarse si, después de un nuevo examen, se aprecian en la obra errores morales o doctrinales.
La norma católica vigente en esta materia es un decreto disciplinar de la Congregación para la Doctrina de la Fe titulado abreviadamente Ecclesiae pastorum (Decretum de Ecclesiae pastorum vigilantia circa libros) de 19 de marzo de 1975.

## Otros usos
Por extensión del uso eclesiástico, la expresión se aplica en el lenguaje político para indicar que un programa, una declaración pública o cualquier otro documento recibe la aprobación de la jerarquía de un partido, de sus aliados o de cualquier otro agente cuyo beneplácito se considera importante. De la misma manera se aplica cuando los documentos técnicos de la administración deben ser autorizados por algún superior jerárquico o comité antes de considerarse oficiales.